# Nematoplana ciliovesiculae
Nematoplana ciliovesiculae är en plattmaskart som beskrevs av Tajika 1979. Nematoplana ciliovesiculae ingår i släktet Nematoplana och familjen Nematoplanidae. Inga underarter finns listade i Catalogue of Life.